# Salvador Allende Castro
Salvador Allende Castro (Valparaíso, 22 de noviembre de 1871-1932) fue un abogado y periodista chileno, padre de Salvador Allende Gossens. Militó en el Partido Radical y participó en la Guerra Civil de 1891 como parte del ejército congresista.

## Biografía

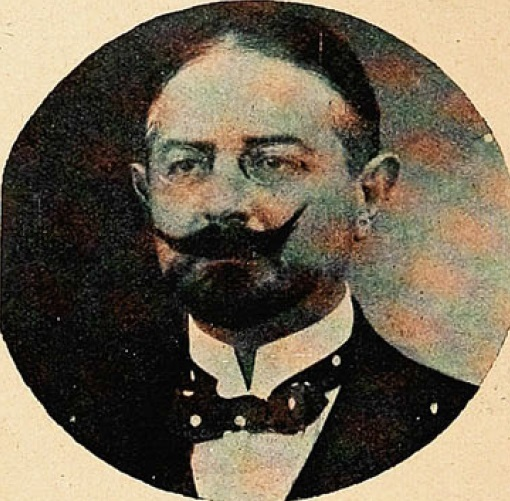
Salvador Allende Castro en 1915.

Sus padres fueron el doctor Ramón Allende Padín y Eugenia Castro del Fierro, distinguida dama porteña. 
Hizo sus estudios de primeras letras en Santiago; en el colegio de Araya y pasó después al colegio de Radford y al Instituto, volviendo después al Radford, en donde terminó las humanidades.
Alumno del curso de derecho de la Universidad, obtuvo diploma de abogado el 26 de junio de 1897.
Desempeñó variados puestos en la administración pública: oficial de partes del ministerio de Instrucción Pública, archivero del ministerio de Guerra, entre otros.
En 1891, el Partido Radical del cual era miembro se sumó a la oposición al presidente José Manuel Balmaceda. Allende Castro participó como alférez de artillería en el ejército congresista de la guerra civil de ese año. Se encontró en la batalla de Concón, como ayudante del jefe de Estado Mayor divisionario, comandante don Evaristo Gatica.
Retirado del servicio como teniente artillero, pasó a desempeñar el empleo de secretario de la dirección de contabilidad de los Ferrocarriles del Estado. Más tarde marchó a Tacna como procurador de la Corte de Apelaciones y secretario de la Intendencia, cargo que sirvió durante ocho años. Desempeñó el puesto de abogado del Consejo de Defensa Fiscal en Valdivia, de donde fue promovido a relator de la Corte de Apelaciones de Valparaíso, relatoría a que renunció para desempeñar el cargo de notario público y de hacienda de esta misma ciudad.

## Vida privada
Contrajo matrimonio con la señora Laura Gossens Uribe, tuvieron seis hijos, aunque solo cuatro llegaron a la vida adulta: Alfredo, María Inés, Salvador, y Laura. Fue masón al igual que su padre.